# Limnonectes rhacodus
Espèce
Synonymes
- Rana rhacoda Inger, Boeadi & Taufik, 1996
- Limnonectes rhacoda (Inger, Boeadi & Taufik, 1996)

Statut de conservation UICN

 LC  : Préoccupation mineure
Limnonectes rhacodus est une espèce d'amphibiens de la famille des Dicroglossidae.

## Répartition
Cette espèce est endémique de Bornéo. Elle se rencontre au Kalimantan en Indonésie et au Sarawak en Malaisie entre 500 et 1 120 m d'altitude.

## Description
Les femelles mesurent de 21,9 à 23,8 mm,.

## Publication originale
- Inger, Boeadi & Taufik, 1996 : New species of ranid frogs (Amphibia: Anura) from Central Kalimantan, Borneo. Raffles Bulletin of Zoology, Singapore, vol. 44, no 2, p. 363-369 (texte intégral).